# Löf

Gesamtansicht von Löf (2023)

Löf ist eine Ortsgemeinde an der Terrassenmosel im Landkreis Mayen-Koblenz in Rheinland-Pfalz. Sie gehört der Verbandsgemeinde Rhein-Mosel an, die ihren Verwaltungssitz in Kobern-Gondorf hat.
Löf ist ein staatlich anerkannter Erholungsort.

## Geographie

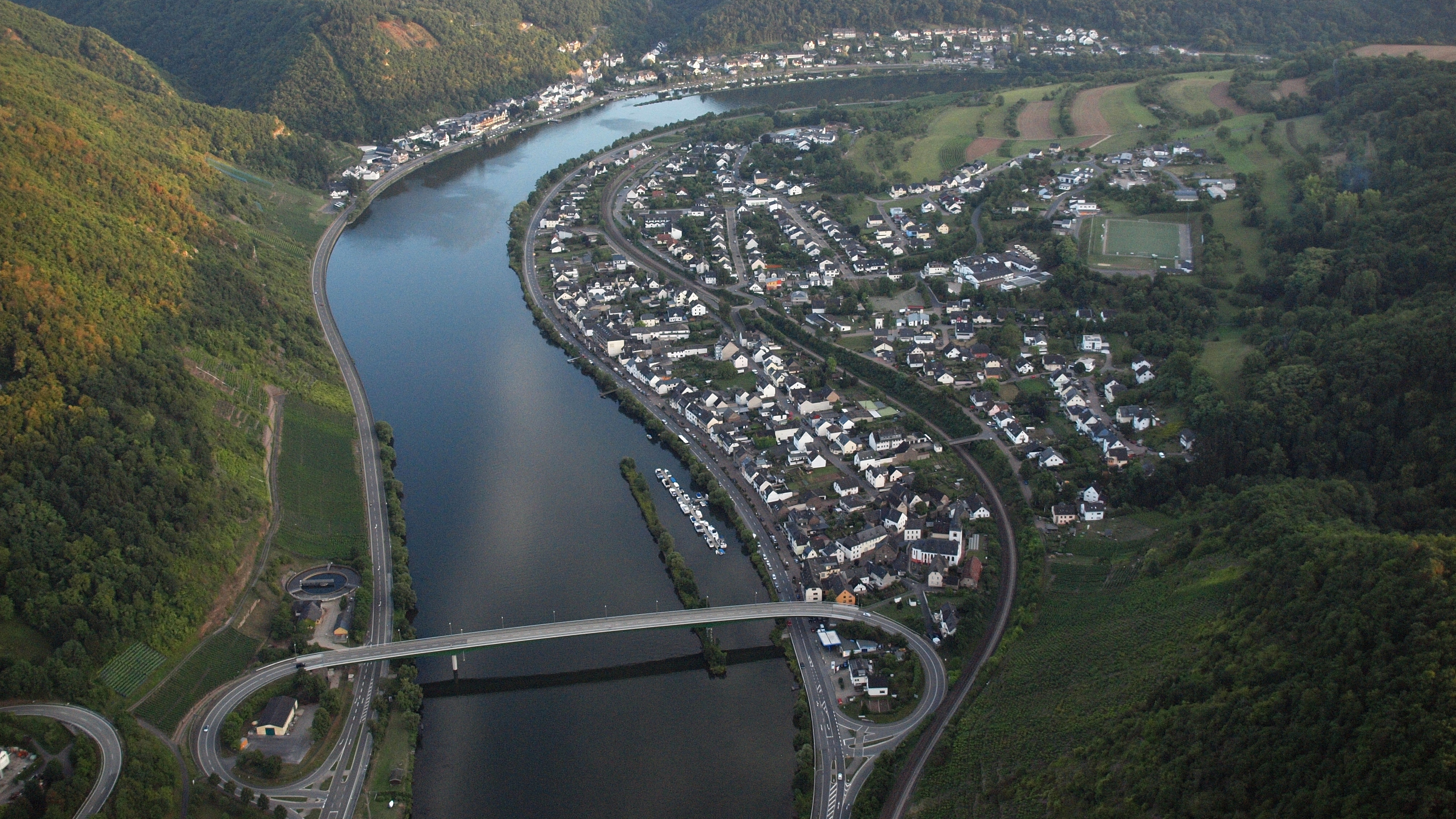
Löf, Luftaufnahme (2015)

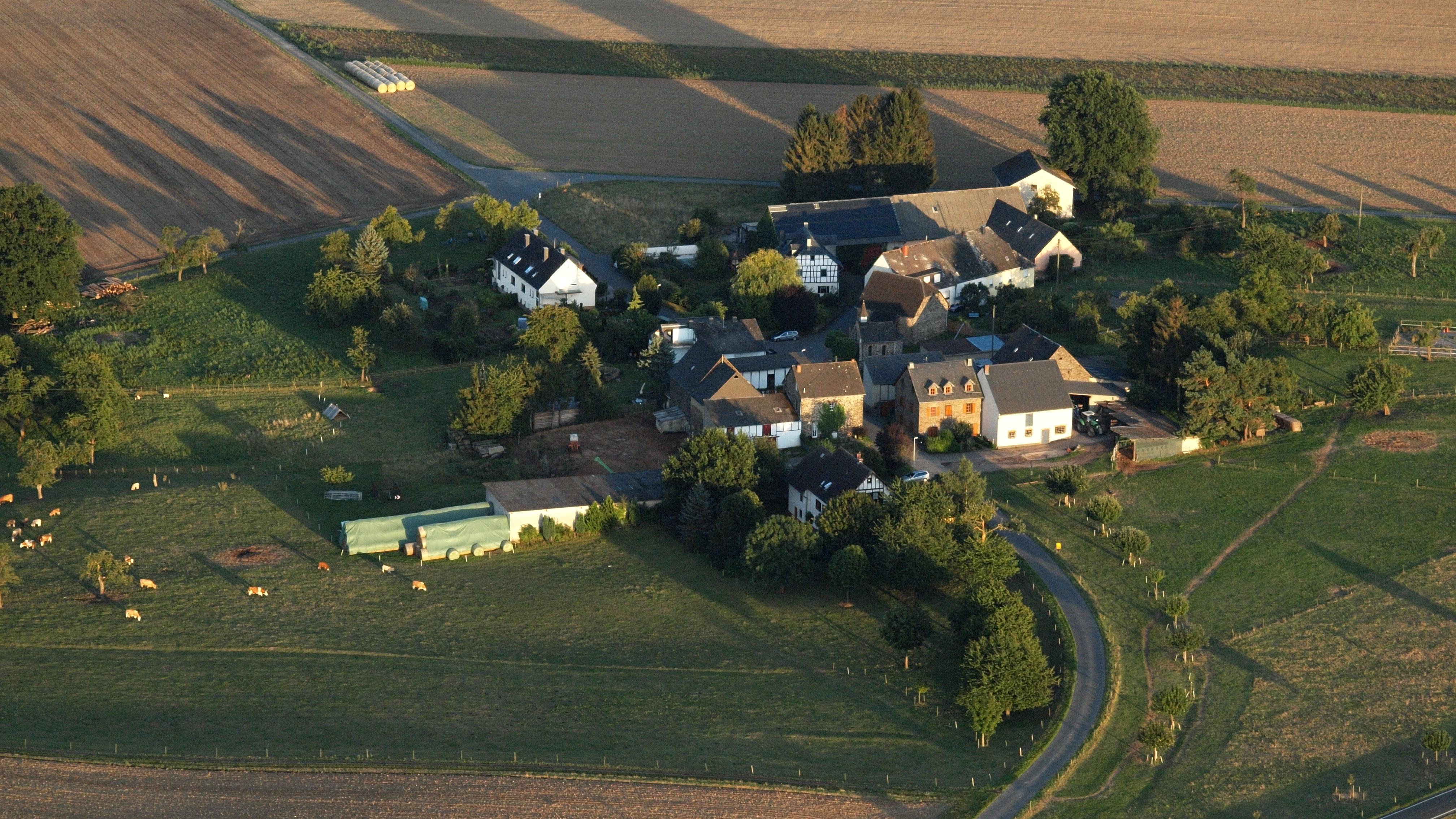
Kergeshof bei Löf, Luftaufnahme (2015)

Löf und der weiter flussabwärts gelegene Ortsteil Kattenes liegen an der linken Flussseite der Untermosel, dem unteren Talabschnitt der Mosel. Auf der Anhöhe in Richtung Maifeld befinden sich der Schäfereihof und die Kergeshöfe.
Der Alzbach, der Kehrbach und der Katteneser Bach fließen der Mosel zu.

## Geschichte

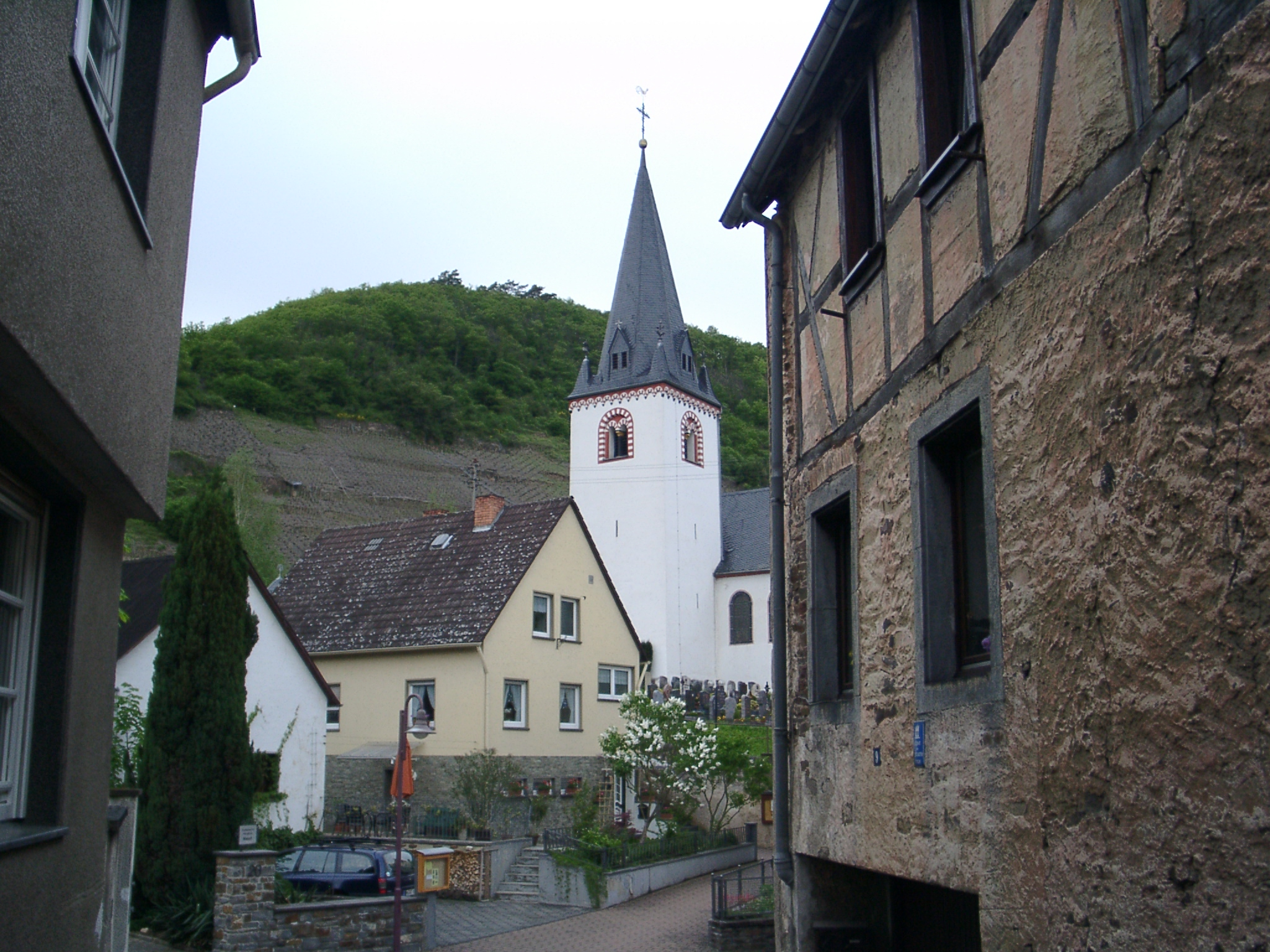
Pfarrkirche St. Luzia

Die heutige Gemeinde entstand am 31. Dezember 1975 aus den aufgelösten Gemeinden Kattenes, Löf und Hatzenport. Hatzenport wurde am 12. Juni 1994 wieder als selbständige Ortsgemeinde aus der Gemeinde Löf ausgegliedert.

## Politik

### Gemeinderat
Der Gemeinderat in Löf besteht aus 16 Ratsmitgliedern, die bei der Kommunalwahl am 9. Juni 2024 in einer Mehrheitswahl gewählt wurden, und dem ehrenamtlichen Ortsbürgermeister als Vorsitzendem. Bis 2009 wurden die Ratsmitglieder in einer personalisierten Verhältniswahl gewählt, da mehrere Wahlvorschläge eingereicht wurden.
Die Sitzverteilung im Gemeinderat:
| Wahl | CDU           | FWG           | Gesamt   |
| ---- | ------------- | ------------- | -------- |
| 2024 | Mehrheitswahl | Mehrheitswahl | 16 Sitze |
| 2019 | Mehrheitswahl | Mehrheitswahl | 16 Sitze |
| 2014 | Mehrheitswahl | Mehrheitswahl | 16 Sitze |
| 2009 | 13            | 3             | 16 Sitze |
| 2004 | 12            | 4             | 16 Sitze |

### Bürgermeister
Johannes Liesenfeld (CDU) wurde 2019 Ortsbürgermeister von Löf. Bei der Direktwahl am 26. Mai 2019 war er mit einem Stimmenanteil von 85,21 % für fünf Jahre gewählt worden. Bei der Direktwahl am 9. Juni 2024 wurde Liesenfeld als einziger Bewerber mit 86,7 % für weitere fünf Jahre in seinem Amt bestätigt.
Vorgänger von Johannes Liesenfeld war bis 2019 Rudi Zenz (CDU), der das Amt seit der Trennung von Hatzenport im Jahr 1994 ausübte, nachdem er zuvor bereits fünf Jahre Ortsvorsteher von Löf gewesen war.

## Kultur und Sehenswürdigkeiten

### Natur
Im Löfer Kehrbachtal gibt es eines der seltenen Vorkommen des wilden Buchsbaumes.

### Bauwerke
siehe Liste der Kulturdenkmäler in Löf

### Kirche
Die Pfarrkirche in Löf wird urkundlich erstmals 1140 erwähnt. Sie bildete bis 1803 das Pfarrzentrum für die umliegenden Orte Kattenes, Mörz, einem Teil von Moselsürsch, Brodenbach (mit der Ehrenburg) und bis zum Jahr 1616 auch Alken (mit Burg Thurant). Seither ist alleine noch Kattenes eine Filiale. Schutzpatronin der Kirche war ursprünglich die Muttergottes. St. Luzia war zunächst Nebenpatronin, der ein Seitenaltar gewidmet war, doch seit spätestens 1719 wird sie als Hauptpatronin genannt.
Der gotische Turm zeigt im Unterbau romanische Formen. Das barocke Langhaus der Kirche wurde 1738 im Auftrag der Grafen von der Leyen nach Plänen von Johann Georg Seitz (1689–1739, Vater von Johannes Seiz) neu erbaut. 1883/84 wurde nach großzügigen Spenden und Vermächtnissen von Löfer Bürgern der baufällige gotische Chor niedergelegt und ein neuer errichtet. Hierbei kam es auch zu einer neugotischen Erweiterung des Schiffes um 2/5 der Länge.
Von der Ausstattung bemerkenswert ist eine spätgotische, kunsthistorisch sehr wertvolle Kreuzmonstranz mit Schaukapsel und Strahlenkranz, die 1427 von den kinderlosen Eheleuten Else von Oberstein und Ritter Johann Schönenberg von Ehrenberg gestiftet wurde und vormals womöglich als Kreuzreliquiar diente. In engem Zusammenhang mit dieser Monstranz steht ein gotisches Glasgemälde: eine Stifterscheibe aus dem zweiten Viertel des 15. Jahrhunderts mit Darstellung des knienden Ritters Johann von Ehrenberg in einer romanischen Kapelle mit gekuppelten Fenstern.

### Veranstaltungen
Seit 1963 findet jeweils am zweiten Juliwochenende direkt an der Mosel das Löfer Weinfest statt. Zudem wird jedes Jahr an der Sonnenringhalle die Kirmes gefeiert.
Zusätzlich findet alle zwei Jahre – jeweils in den ungeraden Jahren – am Sonntag vor Rosenmontag ein großer Karnevalsumzug statt, in den anderen Jahren findet der Umzug in Oberfell statt.

### Sport
Der bekannteste Sportverein aus Löf ist der SV Hatzenport-Löf, der sich im Jahre 1978 aus dem Vorgängervereinen TuS Löf und SV Hatzenport gründete. Die größten Erfolge des Vereins waren der Sieg des Kreispokals im Jahr 2002, die damit verbundene Teilnahme am Rheinland-Pokal in der Saison 2002/03 und die Qualifikation zur Bezirksliga. Seit der Saison 2007 tritt die Fußballmannschaft des Vereins offiziell als SG Löf/Lehmen/Hatzenport an, nachdem der Verein eine Spielgemeinschaft mit dem TSV Moselfeuer Lehmen einging.

## Wirtschaft und Infrastruktur

### Weinbau
Löf gehört zum Weinbaubereich Burg Cochem im Anbaugebiet Mosel. Im Ort sind nur noch zwei Weinbaubetriebe tätig; die bestockte Rebfläche beträgt 9 ha. Etwa 87 % des angebauten Weins sind Weißweinrebsorten (Stand 2007).
Weinlagen (moselabwärts gesehen)
- Löfer Goldblume
- Löfer Sonnenring

### Bildung
Seit 1989 existiert in Löf die aktuelle Grundschule in der Bahnhofstraße, welche von den Kindern der Gemeinden Löf, Kattenes und Hatzenport besucht wird. Die Schule löste die bis dahin bestehende Grundschule in Hatzenport ab, welche ihrerseits die zuvor in der Löfer Dorfstraße existierende Grundschule ablöste.
Zusätzlich wurde in Löf im Jahr 1997 der Kindergarten „Alzbachnest“ eröffnet, da der zuvor in Kattenes bestehende Kindergarten zu klein wurde.

### Verkehr
Auf dem Löfer Bahnhof, am Ortsende Richtung Hatzenport gelegen, verkehren Regionalbahnen der Moselstrecke. Über die Moselbrücke Löf–Alken, am Ortsende Richtung Kattenes gelegen, kann die andere Moselseite schnell erreicht werden. Es ist die einzige Brücke zwischen Kobern-Gondorf und Treis-Karden, die auf die andere Moselseite führt. Hier verkehrt die Buslinie Koblenz – Burgen.